# Joãozinho (Fußballspieler, 1988)
João Natailton Ramos dos Santos (* 25. Dezember 1988 in Umbaúba), Spitzname Joãozinho, ist ein brasilianischer Fußballspieler, der momentan beim FK Sotschi im linken Mittelfeld spielt.

## Karriere
Joãozinho spielte bis 2007 bei Associação Portuguesa de Desportos in Brasilien. Am 5. Dezember 2007 unterschrieb er dann für fünf Jahre bei Lewski Sofia. Seine Ablösesumme soll eine Million Euro betragen haben. Am 20. Januar 2008 machte er in einem Freundschaftsspiel gegen Dynamo Kiew sein inoffizielles Debüt, als er nach der Halbzeitpause eingewechselt wurde. Sein erstes Tor für Lewski schoss er am 10. Februar 2008 in einem Freundschaftsspiel gegen Rapid Bukarest, in dem er einen Elfmeter verwandelte. Am 24. Februar machte er sein offizielles Debüt im A-Grupa-Spiel gegen FC Tschernomorez Burgas. Seit Anfang der Saison 2007/08 konnte der Brasilianer mit dem bulgarischen Team eine Meisterschaft und einen bulgarischen Supercup gewinnen (jeweils 2009). 2011 wechselte er zum russischen Verein FK Krasnodar.

## Spieltyp
Er ist bekannt durch seine gute Technik. Außerdem ist er ein guter Freistoß und Elfmeterschütze. Er wird wegen seines Spielstils oft mit Roberto Carlos verglichen.

## Erfolge
- Bulgarischer Meister 2009
- Bulgarischer Supercupsieger 2009